# Granbury
Granbury – miasto w Stanach Zjednoczonych, w stanie Teksas, nad Jeziorem Granbury. Największe miasto i siedziba hrabstwa Hood. Według danych z 2023 roku liczy 12,6 tys. mieszkańców. Jest częścią aglomeracji Dallas–Fort Worth.
15 maja 2013 r. w miasto uderzyło tornado o sile EF4, powodując sześć potwierdzonych zgonów i co najmniej 100 uszkodzonych domów.
Założone w 1886 roku przez Elizabeth Crockett, miasto znane jest z dużej liczby zabytków.

## Demografia
W latach 2010–2023 populacja wzrosła o 58%. Zdecydowana większość (85%) mieszkańców to białe społeczności nielatynoskie. Do największych grup należą osoby pochodzenia: niemieckiego (13,4%), „amerykańskiego” (13,2%), angielskiego (9,6%), meksykańskiego (9,1%), irlandzkiego (8,2%), szkockiego lub szkocko–irlandzkiego (4,4%) i norweskiego lub szwedzkiego (4,1%).